# Маккерни, Томми
Томми МакКерни (род. 1952 году) — бывший ирландский волонтёр Временной Ирландской республиканской армии, принимавший участие в голодовке 1980 года.

## Биография
МакКерни родился в Лергане на северо-востоке графства Арма, но вырос в деревне Мой на юго-востоке графства Тирон, прямо через реку Блэкуотер от графства Арма. Он родился в семье с давними традициями ирландского республиканизма. Оба его деда воевали в Ирландской республиканской армии во время Ирландской войны за независимость, его дед по материнской линии Том Мюррей был генерал-адъютантом в бригаде Северного Роскоммона.
МакКерни потерял трёх своих братьев за время Североирландского конфликта. Шон погиб от взрыва собственной бомбы в 1974 году, Патрик 8 мая 1987 года был убит десантниками Специальной воздушной службы (SAS) в Лафголле во время неудачной попытки атаковать полицейский участок, а Кевина, который не был членом военизированных формирований, в 1992 году убили бойцы Ольстерских добровольческих сил (UVF) прямо во время работы в семейной мясной лавке. Их же сестру, Маргарет, в 1975 году безуспешно пытались экстрадировать из Северной Ирландии после того, как Скотланд-Ярд харктеризовал её как «возможно, самую опасную женщину-террористку в Британии».

### Деятельность в ИРА
9 августа 1971 года, в день начала операции Британской армии «Деметрий» (массовых арестов и бессудного интернирования), МакКерни получил результаты выпускных экзаменов (экзаменов уровня A). Он надеялся поступить учиться в Королевский университет Белфаста, чтобы в дальнейшем стать учителем, однако его результаты оказались недостаточно высокими для поступления. Он описывает начавшееся в тот момент интернирование, как ту «соломинку, которая сломала спину верблюду» — в результате МакКерни принял решение присоединиться к Временной ИРА и вступил в бригаду Восточного Тирона. К середине 1970-х он стал командиром бригады. 19 октября 1977 года он был арестован и обвинён в убийстве Стэнли Адамса, почтальона и младшего капрала 8-го батальона Ольстерского оборонного полка (UDR). МакКерни допрашивали в течение семи дней по правилам Закона о предотвращении терроризма, при этом, как он утверждает, он подвергался жестокому обращению в заключении. Позже по обвинению в убийстве младшего капрала Адамса он получил пожизненный срок заключения с рекомендуемым минимальным сроком в двадцать лет после того, как показания, которые он никогда не подписывал, были рассмотрены судом лишь на основании устного пересказа инспектора Королевской полиции Ольстера (RUC).

### Голодовка
МакКерни участвовал в «одеяльном» и «грязном» протестах. Он также принял участие в голодовке 1980 года вместе с другими членами ИРА. Перед началом голодовки МакКерни написал матери и отцу:
Я выложу все карты на стол. Я собираюсь объявить голодовку. Если я умру, я хотел бы, чтобы меня привезли обратно в Роскоммон и похоронили рядом с моим дедушкой... Не давайте людям пытаться давить на вас, вашим единственным другом должно стать Республиканское движение. Если я умру, никогда не позволяйте семье стыдиться. Если я умру, я умру, зная, что моя жизнь прожита ради дела и ради других ребят здесь. Если на моих похоронах кому-то из вас журналисты скажут: «Посмотрите, как ИРА позволила вашему сыну умереть», просто ответьте: «Мой сын умер как ирландский солдат, а не как британский преступник».
Он провел 53 дня в голодовке, с 27 октября по 18 декабря, и, по словам врача, его жизнь на грани и, возможно, ему оставалось жить всего несколько часов в тот момент, когда голодовка была прекращена.

### Уход из Временной ИРА
В 1986 году вместе с 25 ирландскими республиканцами, заключенными тюрьмы Мэйз, МакКерни вышел из Временной ИРА и сформировал новую организацию под названием Лига коммунистических республиканцев. МакКерни стал главным теоретиком группы, которая, опираясь на марксистско-ленинское учение, анализировала положение Северной Ирландии. МакКерни призвал Временную ИРА либо вернуться к «наземной войне» с британским владычеством, либо вообще прекратить боевые действия, но не следовать своей тогдашней стратегии редких и эффектных атак. Члены Лиги считали, что «эффектные» атаки достаточно часто оказывались неудачными и приводили к гибели слишком многих членов ИРА. Лига отвергла электорализм и вместо этого призвала к массовой борьбе c британцами. По мнению Лиги, использовавшей марксистскую терминологию, эту массовую борьбу должна возглавить «авангардная партия».
Лига распалась в 1991 году после распада Советского Союза.

### Освобождение
МакКерни был освобождён из тюрьмы в 1993 году, отсидев 16 лет своего пожизненного срока. В 2003 году он участвовал в документальном фильме BBC «Жизнь после жизни» (Life After Life). Сейчас он внештатный журналист, редактирует издание «Fourthwrite» и является организатором Независимого профсоюза рабочих Ирландии.